# Grande messe en ut mineur
Große Messe
Ne doit pas être confondu avec Messe en ut mineur K. 139 de Mozart.
La messe en ut mineur K.427 (KV.417a), dite grande messe (en allemand Große Messe), est une œuvre inachevée de Wolfgang Amadeus Mozart composée entre 1782 et 1783. Elle est considérée comme supérieure à toutes les autres messes composées par Mozart, hormis son Requiem.
Sa carrière salzbourgeoise ayant pris fin le 9 mai 1781, le prince-archevêque Colloredo l'ayant congédié, il part s'installer  à Vienne. Quelques mois avant son mariage avec Constance Weber le 4 août 1782, il commence à composer cette messe, car il avait en effet promis à son père d'écrire une œuvre sacrée, qu'il souhaitait créer dans sa ville natale, à l'occasion de la présentation de son épouse.

## Historique  et première représentation
Mozart a composé dix-huit  messes, la plupart ayant été écrites durant sa période salzbourgeoise, c'est-à-dire jusqu'au 9 mai 1781, date à laquelle son employeur Colloredo le congédie.
Après avoir quitté le service du prince-évêque, il part pour Vienne, où il s’installe en tant qu'artiste indépendant. Il compose principalement des sérénades, des sonates, des concertos pour piano, des symphonies et des opéras, mais plus de musique sacrée, faute de commandes.
Le 4 août 1782 il épouse Constance, à laquelle il a promis que si un jour il devait l’amener à Salzbourg il ferait jouer une messe composée en cette occasion. Il y travaille dès l’été de la même année. Dans une lettre adressée à son père Leopold datée du 4 janvier 1783, il lui fait part de son projet.
L’œuvre semble avoir été influencée par les styles de Jean-Sébastien Bach et de Haendel , dont Wolfgang étudie les œuvres à la même période, auprès du baron Gottfried van Swieten. Ainsi, le début du Gloria est nettement inspiré de l'Alléluia du Messiah de Haendel.
Elle est considérée comme supérieure à toutes les autres messes composées à son époque, hormis son Requiem,.
La première représentation a lieu en l’église catholique Archi-abbaye Saint-Pierre de Salzbourg, le dimanche  26 octobre 1783, le vingtième dimanche après la Pentecôte. L'exécution ne comprenait que le Kyrie, le Gloria, le Sanctus et le Benedictus, comme le montrent les parties conservées d’une partition datant d'environ 1800. Constance a chanté Et incarnatus est,[Passage contradictoire].
La sœur de Mozart, Nannerl, a consigné dans son journal  que les interprètes étaient des musiciens  employés par Colloredo, lesquels étaient donc d’anciens collègues de Wolfgang. Une répétition a eu lieu dans la Kapellhaus  (Maison de la chapelle) voisine le 23 octobre, soit trois jours avant la première représentation.

## Structure
1. Kyrie (Andante moderato, en ut mineur, à  (
), 94 mesures). Chœur et soprano solo
2. Gloria
- Gloria in excelsis Deo (Allegro vivace, en ut majeur, à  (
), 60 mesures). Chœur
- Laudamus te (Allegro aperto, en fa majeur, à  (
), 143 mesures). Soprano solo (cors en fa)
- Gratias agimus tibi (Adagio, en ré mineur, à  (
), 12 mesures). Chœur, 2 soprani
- Domine Deus (Allegro moderato, en la mineur, à 
, 99 mesures). Duo : deux soprani
- Qui tollis (Largo, en sol mineur, à  (
), 56 mesures). Double chœur
- Quoniam tu solus (Allegro, en mi mineur, à  (
), 171 mesures). Trio : deux soprani et ténor solo
- Jesu Christe (Adagio, en ut majeur, à  (
), 6 mesures). Chœur
- Cum Sancto Spiritu, (à  (
) (mesure 7), 196 mesures). Chœur
3. Credo
- Credo in unum deum (Allegro maestoso, en ut majeur, à 
, 116 mesures). Chœur
- Et incarnatus est (Andante, en fa majeur, à 
, 119 mesures). Soprano Solo
4. Sanctus
- Sanctus (Largo, en ut majeur, à  (
), 61 mesures). Double chœur
- Hosanna (Allegro comodo (mesure 18), à  (
)). Double chœur
5. Benedictus (Allegro commodo, en ut majeur, à  (
), 167 mesures). Quatuor de solistes et double chœur

- Durée d'exécution:
65 minutes environ (composition originale)
80 minutes environ (version complétée)

## Orchestration
| Instrumentation de la messe en ut mineur KV427                                       |
| Voix                                                                                 |
| Solo : soprano, alto, ténor, baryton Chœur : sopranos, altos, ténors, basses         |
| Cordes                                                                               |
| premiers violons, seconds violons, altos, violoncelles, contrebasses                 |
| Bois                                                                                 |
| 2 hautbois, 2 bassons                                                                |
| Cuivres                                                                              |
| 2 cors en do (en fa dans le Laudamus te), 2 trompettes en do (clarines), 3 trombones |
| Percussions                                                                          |
| 2 timbales en do et sol                                                              |
| Clavier                                                                              |
| orgue                                                                                |

## Autres données de l'œuvre

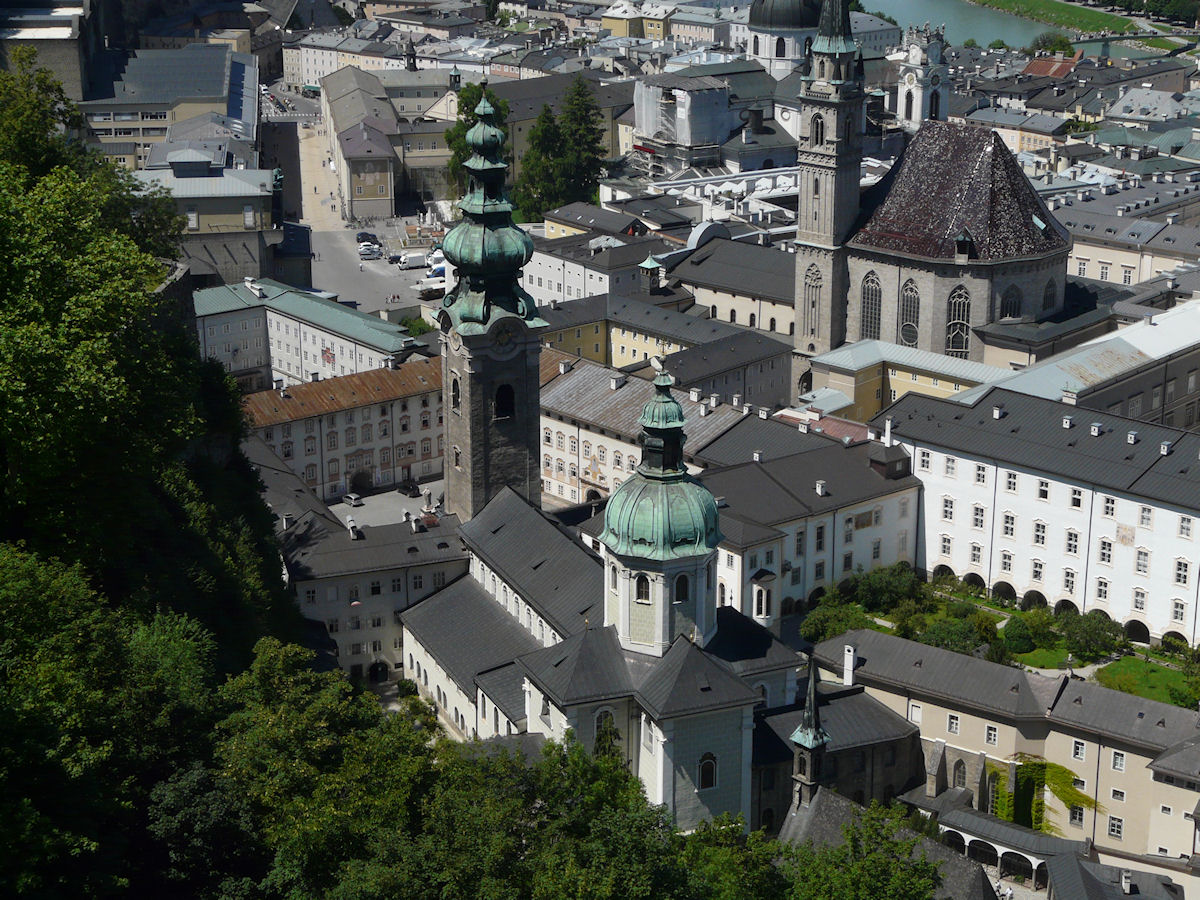
L’archi-abbaye Saint-Pierre de Salzbourg où eut lieu la première représentation de la Grande Messe, le 26 10 1783. Mozart avait fait le vœu que si un jour il devait amener Constance dans sa ville natale, il ferait jouer une messe composée en cette occasion et dont elle serait une des interprètes. Wolfgang écrit à son père, le 4 1 1783:
«Quand j'ai fait ce vœu, ma femme était encore souffrante, étant fermement résolu à l'épouser après sa guérison.»
Cette lettre est le seul témoignage de cette promesse.

Référence dans le catalogue Koechel (Koechelverzeichnis) :
- K427 (1re édition, de nos jours encore en usage)
- KV417a (6e édition)

Lieu et dates des premières exécutions :

- Archi-abbaye Saint-Pierre de Salzbourg :
  - 25 août 1783[2] (d'après Henri de Curzon 1888[5]) ou
  - 26 octobre 1783[2] (selon le journal de Maria Anna Mozart)

De nos jours, la plupart des chercheurs estiment que cette dernière date est la bonne, car la sœur de Wolfgang, Nannerl, a mentionné dans son journal qu'une répétition de l'œuvre s'est tenue le 23 octobre, ce qui donne plus de certitude pour la datation.

## Œuvre inachevée
Mozart réutilisa, en 1785, la musique du Kyrie et du Gloria, presque sans changements à l'exception du texte, dans la cantate Davide penitente, KV 469. Car il était trop occupé sur ses enseignements et les concerts à Vienne pour qu'il puisse composer une nouvelle œuvre pour deux concerts caritatifs du Carême. Cette cantate fut publiée plus tard, ce qui permet de vérifier la composition originale.
Il est à noter que le prêtre Peter Allan, de la communauté anglicane de Résurrection (CR) et le musicologue britannique  Philip Wilby, ont émis l'hypothèse suivante: l'œuvre serait restée inachevée car, à l'époque de sa composition, le Credo et l’Agnus Dei avec orchestre n'étaient interprétés que les dimanches et les jours de fêtes solennelles.
- Concernant  le « Et incarnatus est »

Le musicologue et mathématicien anglais Richard Maunder (de), a fait la remarque suivante à propos de la partition du « Et incarnatus est »: 

« Ici, la partition de Mozart utilise 10 des 12 portées de sa feuille. Les trois premières sont évidemment destinées aux cordes supérieures ; les trois suivantes sont intitulées respectivement :" flûte solo ", " hautbois solo " et " basson solo " ; ensuite il y a deux portées blanches; enfin les deux dernières sont destinées au " Canto solo " et à la " Basse ". Le premier problème est donc le suivant : à quels instruments sont destinées les deux portées vierges ? Elles devaient certainement être destinées à quelque chose, car Mozart ne laissait jamais de portées vierges au milieu de ses partitions et de toute façon, il a pris la peine de remplir les barres de mesure de ces portées tout au long du mouvement. »

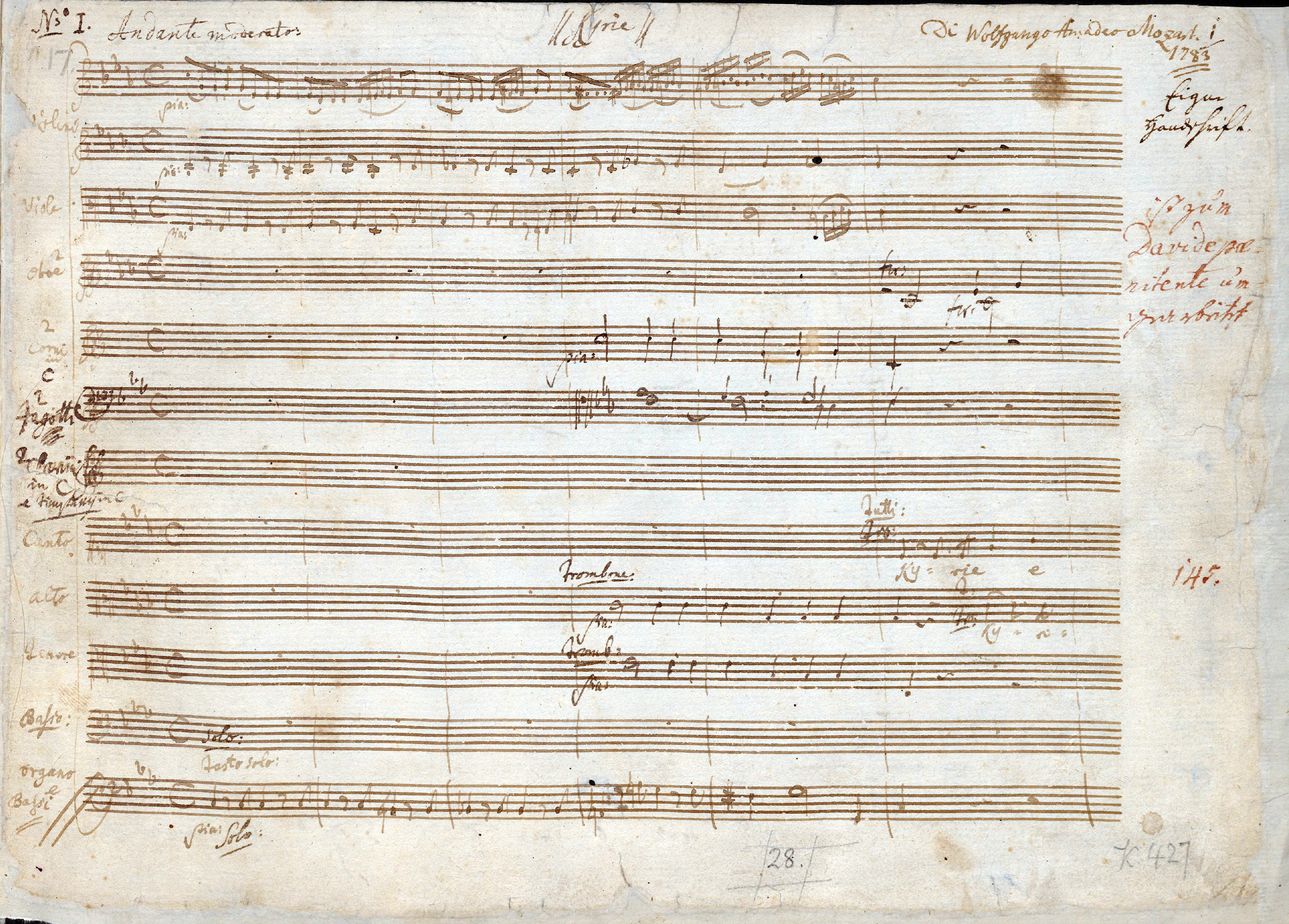
Autographe du Kyrie (recto)

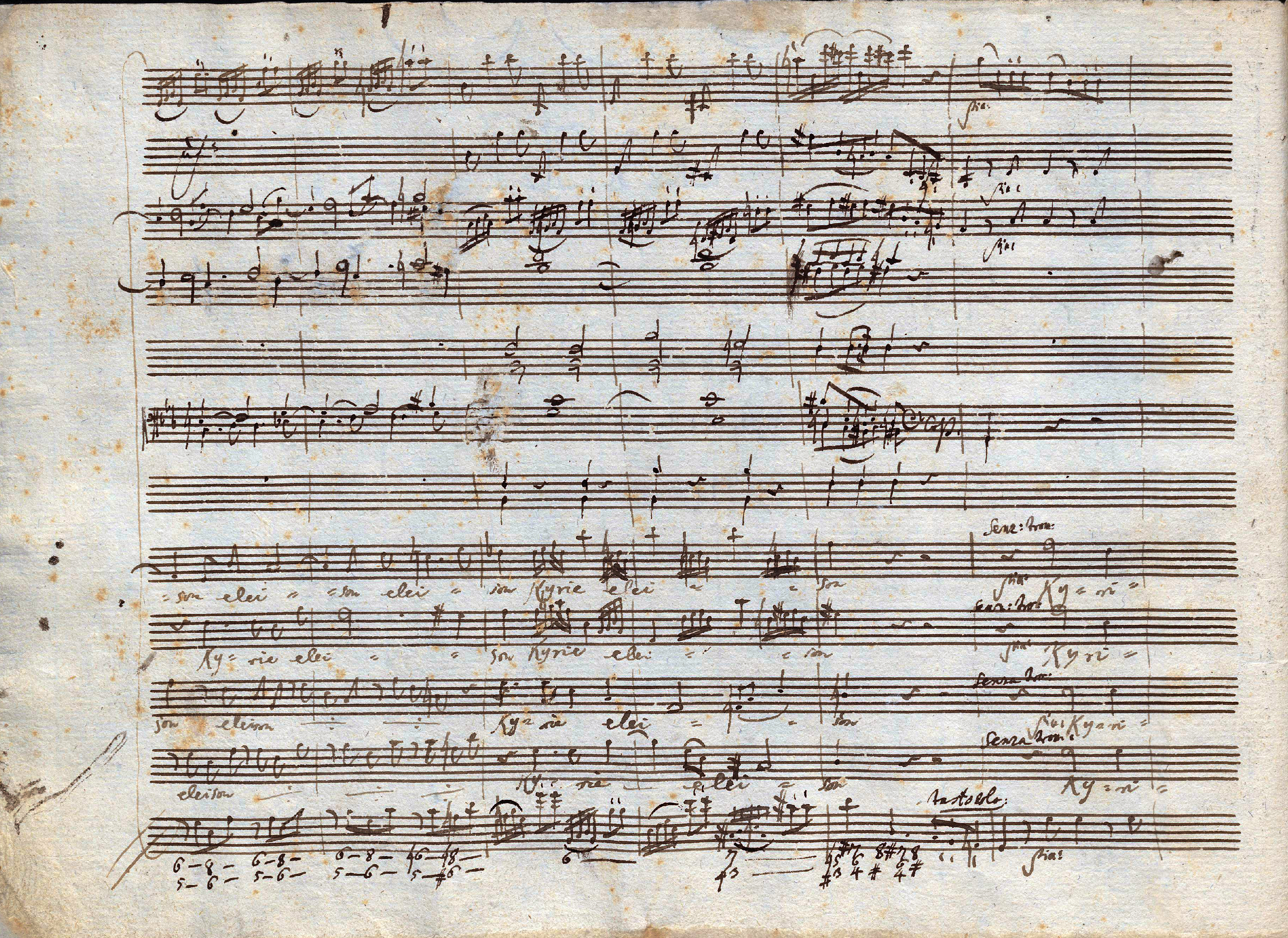
Autographe du Kyrie (4e page)

## Éditions complètes
Vers le milieu du XIXe siècle, le compositeur allemand Aloys Schmitt entreprit de compléter la partition en y incorporant des éléments provenant d'autres œuvres de Mozart, afin de se conformer aux textes liturgiques. Mais il se garda d'y inclure ses propres compositions, comme l'avaient fait pour le Requiem, cinquante ans plus tôt, Joseph Eybler et Franz Xaver Süßmayr à la demande de Constance.
Cette édition, finalement publiée en 1901, ne reçut pas un accueil favorable, mais la maison Breitkopf & Härtel décida de la maintenir dans son catalogue:
1. Crucifixus : Lacrimosa de Requiem, K Anh.21 (selon un manuscrit faussement attribué à Mozart ; en fait une composition de Johann Ernst Eberlin[8])
2. Et resurrexit : KV139 et KV323
3. Et in Spiritum Sanctum : KV262
4. Credo in unum : KV322 et KV337
5. Et vitam venturi : KV262
6. Agnus Dei : reprise de Kyrie en façon de Requiem

En ce qui concerne l'intégralité du programme du 26 octobre 1783, jour de la première représentation de la Grande messe, les musicologues, après maintes recherches, ne sont pas parvenus à l'établir avec certitude.

## Publications de partition

### Publication ancienne
- 1840 : Johann Anton André[6]
- 1882 : Philipp Spitta[6]

### Édition critique
- 1956 : Howard Chandler Robbins Landon / Ernst Eulenburg, n° 983 [8]
- 1987 : Monika Holl et Karl-Heinz Köhler / Bärenreiter (restitution de Credo, Et incarnatus est, Sanctus et Hosanna[8])
- 1989 / 1990 : Richard Maunder / Oxford University Press et Carus-Verlag, CV40.620
- 2002 : Monika Holl, Karl-Heinz Köhler et Helmut Eder / Bärenreiter (Urtext), TP255[9]
- 2004 : Philip Wilby / Novello & Co[6]
- 2016 : Paul Horn / Carus-Verlag, Carus 51.651/03[3]
- 2019 : Urlich Leisinger / Bärenreiter, BA9188

### Édition complète
- 1901 : Aloys Schmitt / Breitkopf & Härtel, n° 1867
- 2005 : Robert D. Levin / Carus-Verlag, 51.427
- 2010 : Benjamin-Gunnar Cohrs / Musikproduktion Jürgen Höflich, n° 1049 [10]

### Nouvelle composition
- 2006 : Robert Xavier Rodriguez / G. Schirmer (composition d'un Agnus Dei)[11]

## Discographie sélective
Source
- Ferenc Fricsay , Orchestre Radiophonique de la RIAS et chœur  de la Cathédrale Sainte-Edwige de Berlin : Maria Stader (soprano), Hertha Töpper (contralto), Ernst Haefliger  (ténor), Ivan Sardi (basse): Mozart. Grande Messe En Ut Mineur, K. 427, Deutsche Grammophon, 1960 , LPM 18 624  (pochette en français).
- Sir Colin Davis, London Symphony Orchestra, Helen Donath, Heather Harper, Ryland Davies, Stafford Dean, Philips Classics, 1971.
- Raymond Leppard, New Philharmonia Orchestra et chœur John Alldis, Ileana Cotrubaș, Kiri Te Kanawa, Werner Krenn (en), Hans Sotin : Mozart - Messe en ut min. K.427, EMI, 1974  (EAN 0724356293625).
- Neville Marriner, Philips 446197-2, 1979.
- Herbert von Karajan, Berliner Philharmoniker, chœur Wiener Singverein, Barbara Hendricks, Janet Perry (en), Peter Schreier, Benjamin Luxon (en): Mozart. Grande messe en ut mineur, k.427, Deutsche Grammophon, DG 4390122, 1981, (pochette en français).
- Nikolaus Harnoncourt, Teldec 13 CD 3984218852, 1985.
- John Eliot Gardiner, The English Baroque Soloists, Monteverdi-Chor Hamburg, Sylvia McNair, Diana Montague (en), Anthony Rolfe Johnson, Cornelius Hauptmann (en). Mozart. Great Mass in C minor, Philips 4202102, (enreg. : Londres, novembre 1986), 1988,  (EAN 0028942021020)[13].
- James Levine, Wiener Philharmoniker, Kathleen Battle, Martin Haselböck, Lella Cuberli (en), Peter Seiffert, Kurt Moll: Mozart: Gross Mass in C-mol KV 427, Deutsche Grammophon , 1988, code: 423664-2.
- Robert Shaw,  Atlanta Symphony Orchestra, Edith Wiens (en), Delores Ziegler, John Aler, Willam stone (en): Mozart. Mass in C minor ‘‘The Great’’ and Beethoven. Missa Solemnis, Telarc,1988.
- Philippe Herreweghe, Harmonia Mundi HMC801393, 1991.
- Leonard Bernstein, Orchestre symphonique de la Radiodiffusion bavaroise, chœur, Arleen Augér (soprano), Frederica von Stade (mezzo-soprano), Frank Lopardo (en) (ténor), Cornelius Hauptmann (en) (basse), Friedemann Winklhofer (orgue), Wolfgang Seeliger (chef de choeur), Orchestre symphonique du Bayerischer Rundfunk, Chœur du Bayerischer Rundfunk, Deutsche Grammophon (enreg. : Stiftsbasilika, Waldsassen, 6 avril 1990), 1991, 431 791–2.
(voir aussi article en anglais Great Mass in C minor, K. 427 (Leonard Bernstein film) (en)).
- Paul McCreesh, Archiv 477 5744 (enreg. : Walthamstow Town Hall, Londres, octobre 2004), 2004[14].
- Laurence Equilbey, Chœur de chambre Accentus, La Chambre Philharmonique, Sandrine Piau (soprano), Anne-Lise Sollied (mezzo-soprano), Paul Agnew (ténor), Frédéric Caton (basse), Naïve Records , 2005, V5023 AD098.
- Louis Langrée, Virgin Classics 3593052, 2006.

## Postérité

### Messe de mariage
Il est certain que Mozart composa cette messe durant l'un des meilleurs moments de sa vie. Au début des années 1900, de nombreuses publications  et articles se rapportaient à la Grande messe et en racontaient l'histoire. Elle devint très populaire à Paris, connue sous l'appellation «Messe de mariage».

### Cinéma
- 1956: Un condamné à mort s'est échappé, film de Robert Bresson, dans lequel le principal thème musical est le Kyrie de la Grande messe ([vidéo] « Disponible », sur YouTube).
- 2003: Les Triplettes de Belleville, film d'animation franco-belgo-québécois de Sylvain Chomet, où la scène de la traversée de l'océan a pour fond musical le Kyrie ([vidéo] « Disponible », sur YouTube).

- 2011: Les Neiges du Kilimandjaro, film de Robert Guédiguian, le fond sonore d'une des scènes est le Kyrie.